# Caridina endehensis
Caridina endehensis е вид десетоного от семейство Atyidae. Видът не е застрашен от изчезване.

## Разпространение и местообитание
Разпространен е в Индонезия (Малки Зондски острови), Малайзия (Сабах) и Филипини.
Обитава сладководни басейни и потоци.